# Liste der Einträge im National Register of Historic Places im Aleutians East Borough
Die Liste der Registered Historic Places im Aleutians East Borough führt alle Bauwerke und historischen Stätten im Aleutians East Borough des US-Bundesstaates Alaska auf, die in das National Register of Historic Places aufgenommen wurden.

## Akutan
- St. Alexander Nevsky Chapel

## Belkofski
- Holy Resurrection Church

## Perryville
- St. John the Theologian Church

## Port Moller
- Port Moller Hot Springs Village Site

## Sand Point
- St. Nicholas Chapel